# Rodney Crowell
 (mai 2025).
Rodney Crowell, né le 7 août 1950 à Houston (Texas), est un chanteur, guitariste et compositeur américain de country rock.

## Biographie
En tant que compositeur, il a été influencé par Guy Clark et Townes Van Zandt.
Crowell a accompagné Emmylou Harris à la guitare et au chant pendant trois ans en tant que membre de son groupe Hot Band.
Il a été marié à Rosanne Cash de 1979 à 1992. Il a beaucoup influencé sa carrière en produisant la plupart de ses albums pendant cette période. Ils ont fait de nombreux duos, parmi eux It's Such a Small World en 1988.
Maintenant marié avec Claudia Church, il continue cependant d’enregistrer à l’occasion avec Rosanne Cash.
Il a eu du succès pendant les années 1980 et début 1990 avec ses albums Ain't Living Long Like This, Diamonds & Dirt et Keys to the Highway.
Il est l’auteur de nombreuses chansons qu’il a composées pour d’autres artistes et dont certaines ont connu un certain succès : Please Remember Me (pour Tim McGraw), Leaving Louisiana In The Broad Daylight (pour Oak Ridge Boys et Emmylou Harris), Shame On The Moon (pour Bob Seger), Ain't Living Long Like This (pour Waylon Jennings), Voila, An American Dream (pour Emmylou Harris), Ashes By Now (pour Lee Ann Womack), Til I Gain Control Again (pour Emmylou Harris), She's Crazy for Leaving, After All This Time, Lovin' All Night, It's Such a Small World (duo avec Rosanne Cash), I Couldn't Leave You If I Tried, Above and Beyond, Many a Long and Lonesome Highway, If Looks Could Kill, What Kind of Love, I Walk the Line (Revisited) (duo avec Johnny Cash). 
Il collabora aussi avec le chanteur et bassiste Jermaine Jackson sur l'album Precious Moments (1986), pour le titre Give A Little Love.
En 2013, il enregistre le CD « Old Yellow Moon » avec Emmylou Harris.

## Discographie
- Ain't Living Long Like This, 1980
- But What Will the Neighbors Think, 1980
- Rodney Crowell, 1981
- Street Language, 1986
- Diamonds & Dirt, 1988
- Keys to the Highway, 1989
- Collection, 1989
- Life is Messy, 1992
- Greatest Hits, 1993
- Soul Searchin', 1994
- Let the Picture Paint Itself, 1994
- Super Hits, 1995
- Jewel of the South, 1995
- The Cicadas, 1997
- The Houston Kid, 2001
- Fate's Right Hand, 2003
- The Notorious Cherry Bombs, 2004
- The Outsider, 2005
- Sex and Gasoline, 2008
- Old Yellow Moon, 2013, avec Emmylou Harris
- Tarpaper Sky, 2014
- It Doesn't Hurt Right Now (feat Jewel), 2015
- Close Ties, 2017